# Grand Prix Formule 1 van de Verenigde Staten 1960
De Grand Prix Formule 1 van de Verenigde Staten 1960 werd gehouden op 20 november op de Riverside International Raceway in Riverside (Californië). Het was de tiende en laatste race van het seizoen. 

## Uitslag
| Pos. | Nr. | Coureur             | Constructeur    | Rondes | Tijd / Oorzaak uitval | Grid | Punten |
| ---- | --- | ------------------- | --------------- | ------ | --------------------- | ---- | ------ |
| 1    | 5   | Stirling Moss       | Lotus-Climax    | 75     | 2:28:52.2             | 1    | 8      |
| 2    | 10  | Innes Ireland       | Lotus-Climax    | 75     | + 38.0                | 7    | 6      |
| 3    | 3   | Bruce McLaren       | Cooper-Climax   | 75     | + 52.0                | 10   | 4      |
| 4    | 2   | Jack Brabham        | Cooper-Climax   | 74     | + 1 Ronde             | 2    | 3S     |
| 5    | 15  | Jo Bonnier          | BRM             | 74     | + 1 Ronde             | 4    | 2      |
| 6    | 9   | Phil Hill           | Cooper-Climax   | 74     | + 1 Ronde             | 13   | 1      |
| 7    | 24  | Jim Hall            | Lotus-Climax    | 73     | + 1 Ronde             | 12   |        |
| 8    | 14  | Roy Salvadori       | Cooper-Climax   | 73     | + 2 Rondes            | 15   |        |
| 9    | 26  | Wolfgang von Trips  | Cooper-Maserati | 72     | + 3 Rondes            | 16   |        |
| 10   | 23  | Chuck Daigh         | Scarab          | 70     | + 5 Rondes            | 18   |        |
| 11   | 25  | Pete Lovely         | Cooper-Ferrari  | 69     | + 6 Rondes            | 20   |        |
| 12   | 7   | Olivier Gendebien   | Cooper-Climax   | 69     | + 6 Rondes            | 8    |        |
| 13   | 20  | Robert Drake        | Maserati        | 68     | + 7 Rondes            | 22   |        |
| 14   | 8   | Henry Taylor        | Cooper-Climax   | 68     | + 7 Rondes            | 14   |        |
| 15   | 18  | Maurice Trintignant | Cooper-Maserati | 66     | + 9 Rondes            | 19   |        |
| 16   | 12  | Jim Clark           | Lotus-Climax    | 61     | + 14 Rondes           | 5    |        |
| NF   | 17  | Graham Hill         | BRM             | 34     | Versnellingsbak       | 11   |        |
| NF   | 19  | Ian Burgess         | Cooper-Maserati | 29     | Ontsteking            | 23   |        |
| NF   | 21  | Brian Naylor        | Cooper-Maserati | 20     | Motor                 | 17   |        |
| NF   | 16  | Dan Gurney          | BRM             | 18     |                       | 3    |        |
| NF   | 4   | Ron Flockhart       | Cooper-Climax   | 11     | Transmissie           | 21   |        |
| NF   | 6   | Tony Brooks         | Cooper-Climax   | 6      | Spin                  | 9    |        |
| NF   | 11  | John Surtees        | Lotus-Climax    | 3      | Ongeluk               | 6    |        |

## Statistieken
| Pole-position | Stirling Moss | Lotus-Climax  | 1:54.4 |
| Snelste ronde | Jack Brabham  | Cooper-Climax | 1:56.3 |

## Noot
- Dit was het debuut voor de Amerikaanse coureurs Jim Hall en Robert Drake.
- Dit was de 25ste pole position en de 25ste Grand Prix-winst voor een Britse coureur.
- Vijftigste Grand Prix-start voor een Belgische coureur.
- Tweede (opeenvolgende) wereldtitel voor Jack Brabham en een Australische coureur.

Grand Prix Formule 1 van de Verenigde Staten: 1908 · 1910 · 1911 · 1912 · 1914 · 1915 · 1916 · 1959 · 1960 · 1961 · 1962 · 1963 · 1964 · 1965 · 1966 · 1967 · 1968 · 1969 · 1970 · 1971 · 1972 · 1973 · 1974 · 1975 · 1976 · 1977 · 1978 · 1979 · 1980 · 1989 · 1990 · 1991 · 2000 · 2001 · 2002 · 2003 · 2004 · 2005 · 2006 · 2007 · 2012 · 2013 · 2014 · 2015 · 2016 · 2017 · 2018 · 2019 · 2021 · 2022 · 2023 · 2024 · 2025 · 2026

Indianapolis 500: 1950 · 1951 · 1952 · 1953 · 1954 · 1955 · 1956 · 1957 · 1958 · 1959 · 1960

Grand Prix Formule 1 van de Verenigde Staten West: 1976 · 1977 · 1978 · 1979 · 1980 · 1981 · 1982 · 1983

Grand Prix Formule 1 van Las Vegas: 1981 · 1982 · 2023 · 2024 · 2025

Grand Prix Formule 1 van de Verenigde Staten Oost: 1982 · 1983 · 1984 · 1985 · 1986 · 1987 · 1988

Grand Prix Formule 1 van Dallas: 1984

Grand Prix Formule 1 van Miami: 2022 · 2023 · 2024 · 2025 · 2026 · 2027 · 2028 · 2029 · 2030 · 2031